# Л’Эрмитаж-Лорж
Л’Эрмита́ж-Лорж (фр. L'Hermitage-Lorge, брет. Peniti-Koedrac'he) — ассоциированная коммуна во Франции, находится в регионе Бретань. Департамент — Кот-д’Армор. Входит в состав кантона Плентель. Округ коммуны — Сен-Бриё.
1 января 2016 года объединилась с коммуной Плёк-сюр-Лье в новую коммуну Плёк-Л’Эрмитаж.
Код INSEE коммуны — 22080.

## География
Коммуна расположена приблизительно в 390 км к западу от Парижа, в 90 км западнее Ренна, в 21 км к югу от Сен-Бриё.
Более половины территории коммуны занимает лес Лорж.

## Население
Население коммуны на 2008 год составляло 754 человека.
| 1962 | 1968 | 1975 | 1982 | 1990 | 1999 | 2008 |
| ---- | ---- | ---- | ---- | ---- | ---- | ---- |
| 657  | 691  | 649  | 631  | 630  | 652  | 754  |

## Экономика
В 2007 году среди 431 человека в трудоспособном возрасте (15—64 лет) 341 были экономически активными, 90 — неактивными (показатель активности — 79,1 %, в 1999 году было 69,6 %). Из 341 активных работали 315 человек (177 мужчин и 138 женщин), безработных было 26 (11 мужчин и 15 женщин). Среди 90 неактивных 34 человека были учениками или студентами, 29 — пенсионерами, 27 были неактивными по другим причинам.

## Достопримечательности
- Замок Лорж[фр.] (XVIII век). Исторический памятник с 1963 года[6]
- Церковь Нотр-Дам (XVI век)
- Монументальный крест Сен-Ламбер (1737 год). Исторический памятник с 1930 года[7]

## Фотогалерея

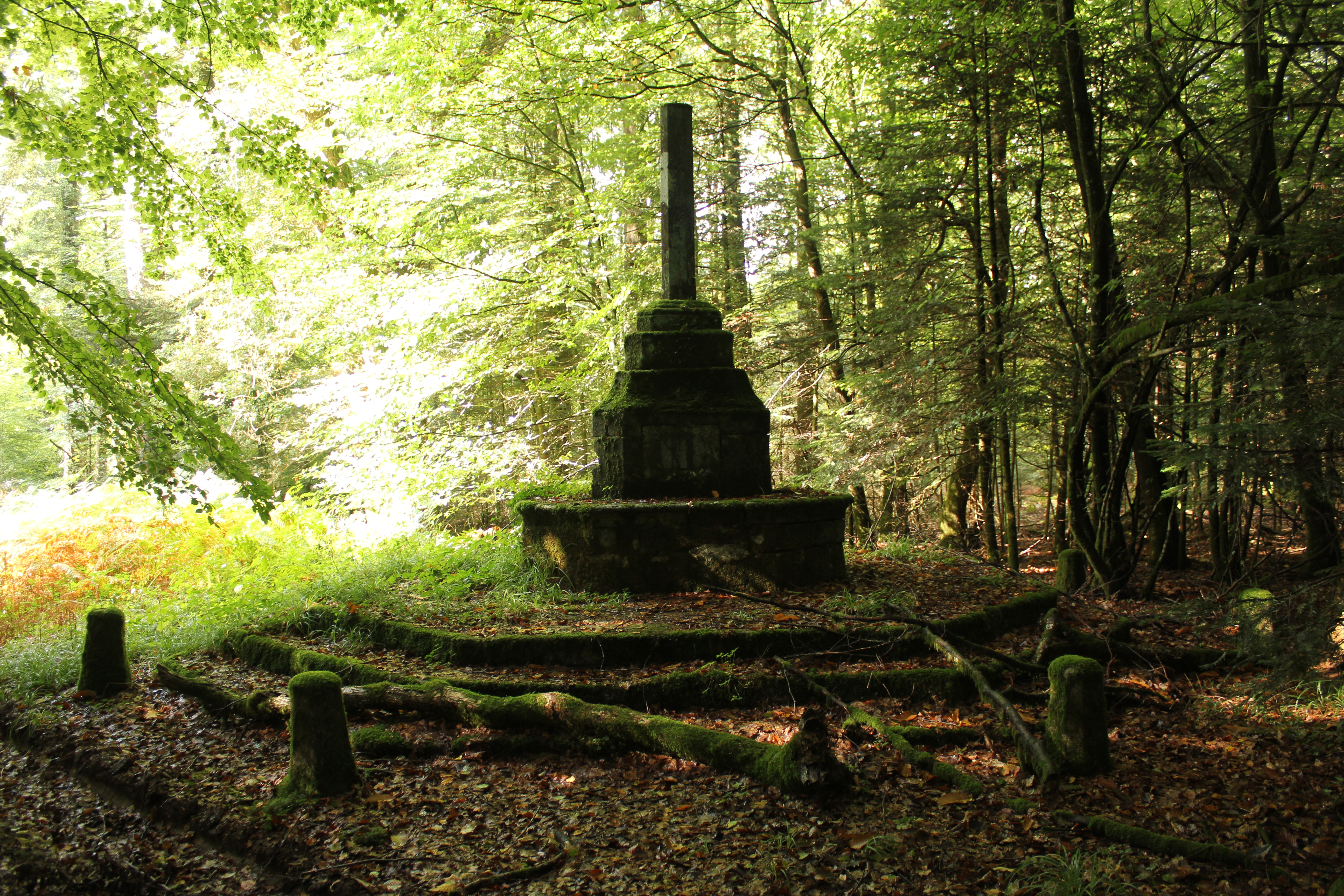
Монументальный крест Сен-Ламбер
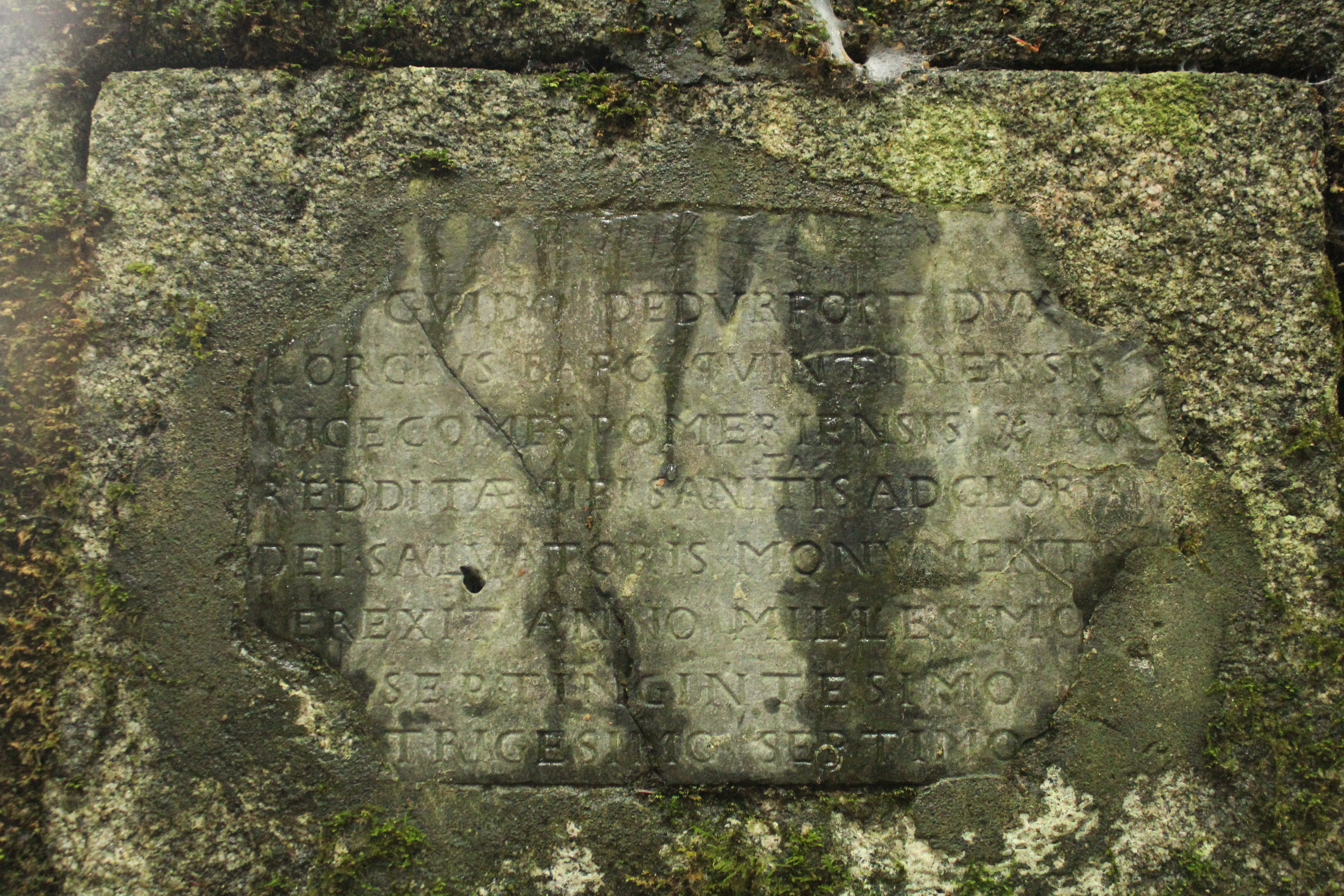
Монументальный крест Сен-Ламбер
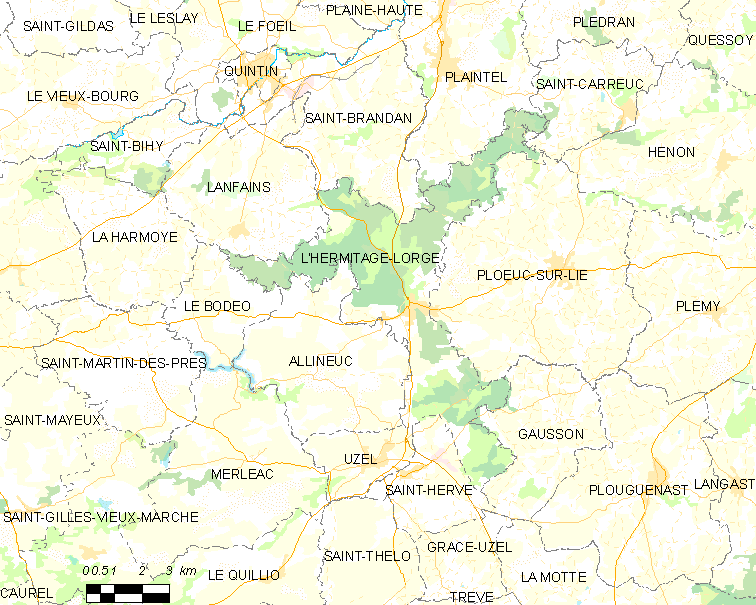
Карта коммуны